# Чревный ствол
Чревный ствол (лат. truncus coeliacus ) — короткий кровеносный сосуд, начинающийся от передней полуокружности аорты на уровне последних грудных позвонков.
Чревный ствол и его ветви снабжают кровью желудок, селезёнку, поджелудочную железу, печень и часть двенадцатиперстной кишки. Наряду с верхней брыжеечной артерией  и нижней брыжеечной артерией является частью трёхуровневой системы кровоснабжения брюшной полости.

## Топография
Чревный ствол (ЧС) ответвляется от брюшной аорты ниже аортального отверстия диафрагмы на уровне позвонков T12–L1. Типичная длина чревного ствола — около 1,25 см, диаметр — 0,9 см.
Наиболее распространённый вариант ветвления ЧС известен как трифуркация. Он был описан в 1756 г швейцарским анатомом Альбрехтом фон
Галлером под названием «треножник Галлера» . Данный вариант ветвления ЧС считается типичным. В этом случае над верхним краем поджелудочной железы чревный ствол делится на три артерии: левая желудочная, общая печёночная и селезёночная (такое деление встречается в 68,29 % ±7,3 % случаев, а по другим данным даже до 90,1 %). Выделяют две формы трифуркации: одновременное отхождение всех трех артерий (истинный треножник) или деление на две ветви (обычно селезёночная и общая печёночная), тогда как третья ветвь, чаще всего левая желудочная, отходит от ЧС раньше («ложный треножник»).

## Конечные ветви

### Левая желудочная артерия
Левая желудочная артерия (лат. a. gastrica sinistra) следует влево и вверх к желудку, затем ложится вдоль малой кривизны желудка, где следом анастомозирует с правой желудочной артерией. По ходу отдаёт пищеводные ветви (лат. rr. oesophageales) к брюшной части пищевода; также от неё отходят ветви по передней и задней поверхностям желудка, где анастомозируют с такими же ветвями желудочно-сальниковых артерий, идущих вдоль большой кривизны органа.

### Селезёночная артерия
Селезёночная артерия (лат. a. splenica [lienalis]) — самая крупная из трёх артерий. По верхнему краю тела поджелудочной железы артерия направляется к воротам селезёнки, отдавая ветви к дну желудка и поджелудочной железе. В воротах селезёнки артерия ветвится на сосуды меньшего диаметра. У самого входа в ворота от артерии отходит левая желудочно-сальниковая артерия, которая идёт вдоль большой кривизны желудка вправо, анастомозируя с правой желудочно-сальниковой артерией.

### Общая печеночная артерия
Общая печеночная артерия (лат. a. hepatica comunnis) направляется вправо от чревного ствола, в скором делясь на две конечные ветви: собственную печеночную и гастродуоденальную артерии.
Собственная печеночная артерия (лат. a. hepatica propria) направляется к воротам печени в составе печеночно-дуоденальной связки, отдавая правую и левую ветви. От правой ветви отходит желчно-пузырная артерия (лат. a. cystica), которая кровоснабжает желчный пузырь. До разделения на конечные ветви от собственной печеночной артерии отходит правая желудочная артерия (лат. a. gastrica dextra), анастомозирующая на малой кривизне желудка с левой желудочной артерией.
Гастродуодеальная артерия (лат. a. gastroduodenalis) делится на правую желудочно-сальниковую артерию и верхние панкреатодуоденальные артерии. Правая желудочно-сальниковая артерия следует по большой кривизне, анастомозируя с такой же левой артерией, и отдаёт многочисленные ветви к желудку и большому сальнику. Верхняя задняя и передняя панкреатодуоденальные артерии кровоснабжают двенадцатиперстную кишку и поджелудочную железу.

## Дополнительные изображения

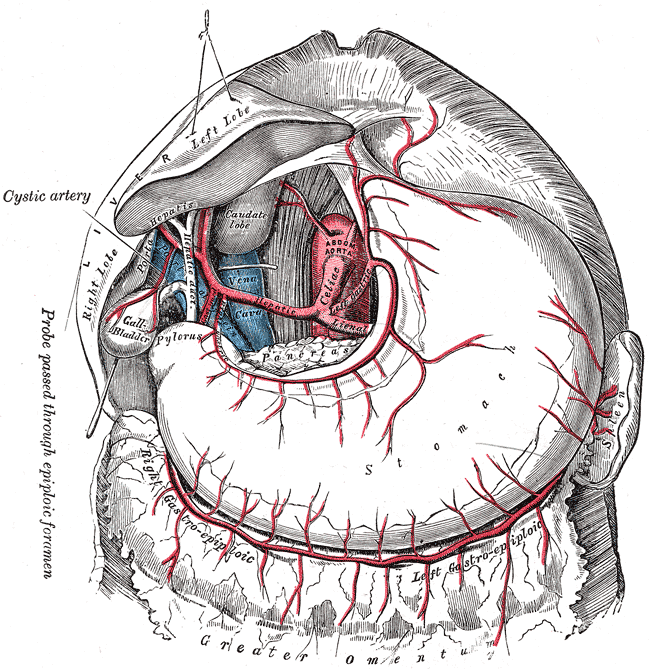
Чревный ствол и его ветвление